# Giuseppe Mario Asinari Rossillon
Grof Giuseppe Mario  Asinari Rossillon, italijanski general, * 1874, † 1943.